# Spintharus argenteus
Spintharus argenteus là một loài nhện trong họ Theridiidae.
Loài này thuộc chi Spintharus. Spintharus argenteus được miêu tả năm 1935 bởi Dyal.